# Texaská slezština

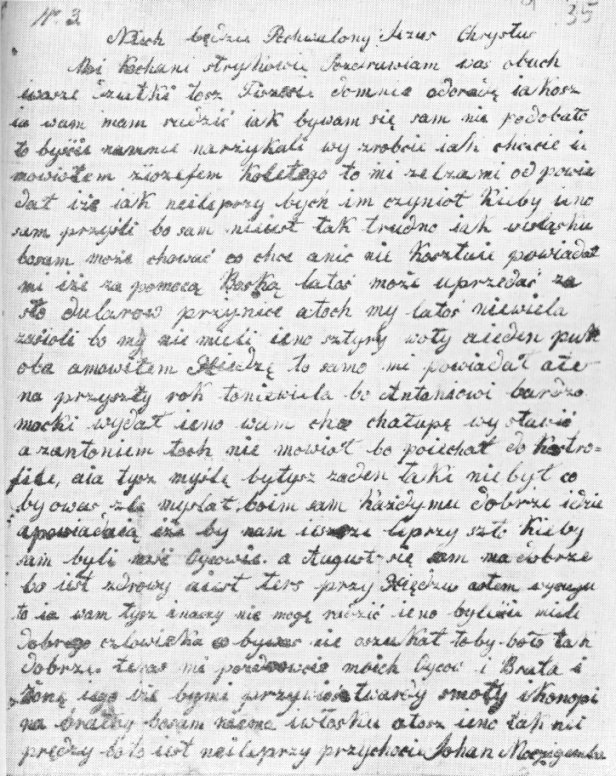
Dopis psaný texaským Slezanem (1855)

Texaská slezština (slezsky: teksasko gwara) je nářečí, které používají Slezané v Texasu. Jedná se o část opolského dialektu, která se oddělila po slezské emigraci do texaské obce Panna Maria v roce 1852. Nářečí obsahuje slova, která ve standardní slezštině neexistují.

## Texaskoslezské dialektismy
| Texaská slezština | Slezština          | Angličtina        |
| ----------------- | ------------------ | ----------------- |
| turbacyjo         | ńyprzileżytość     | problem           |
| zaszanować        | zaszparować        | to save money     |
| kapudrok          | zalůńik            | frock coat        |
| furgocz           | fliger             | aeroplane         |
| szczyrkowa        | nemá původní slovo | rattlesnake       |
| po warszawsku     | po polsku          | in Polish         |
| prastarzik        | staroszek          | great-grandfather |
| ćeżko             | fest               | very              |
| kole tego         | uo tym             | about that        |
| pokłoud           | gipsdeka           | ceiling           |
| bejbik            | bajtel             | baby              |
| kara              | autok              | car               |
| wjater            | luft               | air               |
| korn              | kukurzica          | corn              |
| farmjyrz          | gospodorz          | farmer            |
| plumzy, piczesy   | fyrcichy           | peaches           |
| garce             | buncloki           | pots              |